# Hitrostno drsanje na Zimskih olimpijskih igrah 1952
Hitrostno drsanje na Zimskih olimpijskih igrah 1952.

## Dobitniki medalj
| Tekma   | Zlato            | Srebro            | Bron                        |
| 500 m   | Ken Henry        | Don McDermott     | Gordon Audley Arne Johansen |
| 1500 m  | Hjalmar Andersen | Wim van der Voort | Roald Aas                   |
| 5000 m  | Hjalmar Andersen | Kees Broekman     | Sverre Haugli               |
| 10000 m | Hjalmar Andersen | Kees Broekman     | Carl-Erik Asplund           |